# Колпита
Колпита (бел. Каўпіта) — река в Могилёвской и Гомельской областях Белоруссии и Брянской области России, левый приток реки Беседь (бассейн Днепра). Длина 54 км.

## География
Река начинается в Краснопольском районе Могилёвской области у деревень Грозный и Ковпита. Генеральное направление течения — юг, в низовьях юго-восток. Выше деревни Полесье небольшой канализированный участок. В среднем течении перетекает в Гомельскую область, течёт по Чечерскому району, ниже деревни Болсуны и вплоть до устья начинает образовывать границу сначала Чечерского, а затем Ветковского района с Красногорским районом Брянской области России.
Основные притоки: Берлянка, Козелька (справа), Дороговша (слева).
Река протекает через ряд деревень, крупнейшие из которых Мхиничи, Заводок, Выдренка (Могилёвская область); Полесье, Болсуны, Будище (Гомельская область).
Впадает в Беседь у деревни Новое Залядье. Ширина реки в нижнем течении 8-12 метров.